# Śmierć Barbary Radziwiłłówny
Śmierć Barbary Radziwiłłówny – obraz olejny namalowany przez polskiego malarza Józefa Simmlera w 1860 roku.
Obraz przedstawia śmierć Barbary Radziwiłłówny (drugiej żony króla Polski Zygmunta II Augusta) 8 maja 1551 roku w Krakowie. Inspiracją dla artysty był dramat Alojzego Felińskiego Barbara Radziwiłłówna i jego wówczas duża popularność. Obraz znajduje się w zbiorach Muzeum Narodowego w Warszawie.
Dzięki mistrzowskiemu wystudiowaniu kompozycji, ukazaniu przedstawionej tragicznej sceny z umiarem, dyskrecją i dbałością o szczegóły obraz zyskał ogromną sławę; wszedł do polskiej wyobraźni zbiorowej jako najpowszechniejsze przedstawienie szeroko znanej historii małżeństwa Zygmunta Augusta i Barbary Radziwiłłówny. Był kilkakrotnie kopiowany przez samego autora, a także upowszechniany w postaci litografii.
Dzieło było uważane za najwybitniejsze osiągnięcie Józefa Simmlera, zdaniem Pii Górskiej zainspirowało ono Józefa Chełmońskiego do zostania malarzem.